# Cantó d'Attigny
El cantó d'Attigny és un cantó francès del departament de les Ardenes, situat al districte de Vouziers. Té 13 municipis i el cap és Attigny.

## Municipis
- Alland'Huy-et-Sausseuil
- Attigny
- Charbogne
- Chuffilly-Roche
- Coulommes-et-Marqueny
- Givry
- Rilly-sur-Aisne
- Saint-Lambert-et-Mont-de-Jeux
- Sainte-Vaubourg
- Saulces-Champenoises
- Semuy
- Vaux-Champagne
- Voncq

## Història
| Data d'elecció                           | Identitat           | Partit                     | Qualitat |
| ---------------------------------------- | ------------------- | -------------------------- | -------- |
| 1945-1976                                | Marcel Simon        | SFIO, després PS           |          |
| 1976-2001                                | Marie-Noëlle Gentil | Divers droite              |          |
| 2001-                                    | Noël Bourgeois      | divers droite, després UMP |          |
| les dades anteriors no són pas conegudes |                     |                            |          |
|                                          |                     |                            |          |

## Demografia
| A partir de 1990: Població sense dobles comptes |